# Geosmithia swiftii
Geosmithia swiftii är en svampart som beskrevs av Pitt 1979. Geosmithia swiftii ingår i släktet Geosmithia, ordningen köttkärnsvampar, klassen Sordariomycetes, divisionen sporsäcksvampar och riket svampar.   Inga underarter finns listade i Catalogue of Life.